# ألان هوارث
ألان هوارث (بالإنجليزية: Alan Howarth)‏ هو مصمم صوتي ‏ وملحن أمريكي، ولد في 6 أغسطس 1948 في ساوث ريفر في الولايات المتحدة.

## وصلات خارجية
- ألان هوارث على موقع IMDb (الإنجليزية)
- ألان هوارث على موقع ألو سيني (الفرنسية)
- ألان هوارث على موقع ميوزك برينز (الإنجليزية)
- ألان هوارث على موقع ديسكوغز (الإنجليزية)
- ألان هوارث على موقع قاعدة بيانات الفيلم (الإنجليزية)